# Zygia
Zygia is een geslacht uit de vlinderbloemenfamilie (Fabaceae). De soorten komen voor van Zuid-Mexico tot in tropisch Zuid-Amerika.

## Soorten
- Zygia ampla (Spruce ex Benth.) Pittier
- Zygia andaquiensis (C.Barbosa) L.Rico
- Zygia bangii Barneby & J.W.Grimes
- Zygia basijuga (Ducke) Barneby & J.W.Grimes
- Zygia biflora L.Rico
- Zygia bifoliola (Rusby) L.Rico
- Zygia bisingula L.Rico
- Zygia brenesii (Standl.) L.Rico
- Zygia cataractae (Kunth) L.Rico
- Zygia cauliflora (Willd.) Killip ex Record
- Zygia claviflora (Spruce ex Benth.) Barneby & J.W.Grimes
- Zygia coccinea (G.Don) L.Rico
- Zygia codonocalyx Barneby & J.W.Grimes
- Zygia cognata (Schltdl.) Britton & Rose
- Zygia collina (Sandwith) Barneby & J.W.Grimes
- Zygia confusa L.Rico
- Zygia conzattii (Standl.) Britton & Rose
- Zygia cupirensis (C.Barbosa) L.Rico
- Zygia cuspidata Killip ex L.Rico
- Zygia dinizii (Ducke) D.A.Neill, G.P.Lewis & Klitg.
- Zygia dissitiflora Barneby & J.W.Grimes
- Zygia engelsingii (Standl.) Record
- Zygia eperuetorum (Sandwith) Barneby & J.W.Grimes
- Zygia garcia-barrigae (C.Barbosa) Barneby & J.W.Grimes
- Zygia guinetii L.Rico
- Zygia hernandezii (C.Barbosa) L.Rico
- Zygia heteroneura Barneby & J.W.Grimes
- Zygia inaequalis (Humb. & Bonpl. ex Willd.) Pittier
- Zygia juruana (Harms) L.Rico
- Zygia lathetica Barneby & J.W.Grimes
- Zygia latifolia (L.) Fawc. & Rendle
- Zygia lehmannii (Harms) Britton & Rose
- Zygia longifolia (Humb. & Bonpl. ex Willd.) Britton & Rose
- Zygia macbridei (C.Barbosa) L.Rico
- Zygia megistocarpa (C.Barbosa) L.Rico
- Zygia morongii Barneby & J.W.Grimes
- Zygia multipunctata Barneby & J.W.Grimes
- Zygia nubigena B.Ståhl, L.Rico & G.P.Lewis
- Zygia obolingoides L.Rico
- Zygia ocumarensis (Pittier) Barneby & J.W.Grimes
- Zygia odoratissima (Ducke) L.Rico
- Zygia palmana (Standl.) L.Rico
- Zygia palustris Barneby & J.W.Grimes
- Zygia paucijugata (Lundell) L.Rico
- Zygia peckii (B.L.Rob.) Britton & Rose
- Zygia picramnioides (Standl. ex Killip) Killip ex L.Rico
- Zygia pithecolobioides (Kuntze) Barneby & J.W.Grimes
- Zygia potaroensis Barneby & J.W.Grimes
- Zygia racemosa (Ducke) Barneby & J.W.Grimes
- Zygia rhytidocarpa L.Rico
- Zygia rubiginosa L.Rico & Q.Jiménez
- Zygia sabatieri Barneby & J.W.Grimes
- Zygia selloi (Benth.) L.Rico
- Zygia steyermarkii (Schery) Barneby & J.W.Grimes
- Zygia tetragona Barneby & J.W.Grimes
- Zygia transamazonica Barneby & J.W.Grimes
- Zygia trunciflora (Ducke) L.Rico
- Zygia turneri (McVaugh) Barneby & J.W.Grimes
- Zygia unifoliolata (Benth.) Pittier
- Zygia vasquezii L.Rico

... · 
Abrus · 
Acacia · 
Acosmium · 
Adenanthera · 
Adenocarpus · 
Adenodolichos · 
Adenopodia · 
Adesmis · 
Aenictophyton · 
Aeschynomene · 
Afzelia · 
Aganope · 
Albizia · 
Alhagi · 
Alysicarpus · 
Amblygonocarpus · 
Amherstia · 
Andira · 
Angylocalyx · 
Aotus · 
Anthyllis · 
Arachis · 
Archidendropsis · 
Aspalathus · 
Astragalus (hokjespeul) · 
Austrosteenisia · 
Baphia · 
Bauhinia · 
Brachystegia · 
Bolusafra · 
Butea · 
Caesalpinia · 
Cajanus · 
Calicotome · 
Carmichaelia · 
Carrissoa · 
Cassia · 
Castanospermum · 
Ceratonia · 
Chamaecytisus · 
Cicer · 
Clianthus · 
Clitoria · 
Cordyla · 
Coronilla · 
Crotalaria · 
Cyamopsis · 
Cyclopia (honingbos) · 
Cytisus · 
Dalbergia · 
Daviesia · 
Delonix · 
Derris · 
Dialium · 
Dicraeopetalum · 
Dichrostachys · 
Dipteryx · 
Enterolobium · 
Eperua · 
Erythrina (koraalboom) · 
Erythrophleum · 
Faidherbia · 
Genista (heidebrem) · 
Glycine · 
Glycyrrhiza · 
Hardenbergia · 
Hovea · 
Indigofera · 
Inga · 
Lathyrus · 
Lens · 
Lonchocarpus · 
Lotus (rolklaver) · 
Lupinus (lupine) · 
Macrotyloma · 
Medicago (rupsklaver) · 
Melilotus (honingklaver) · 
Mimosa · 
Mora · 
Myroxylon · 
Newtonia · 
Onobrychis · 
Ononis (stalkruid) · 
Ormosia · 
Ougeinia · 
Pachyrhizus · 
Parkia · 
Parkinsonia · 
Parochetus · 
Pericopsis · 
Phaseolus · 
Physostigma · 
Pisum (erwt) · 
Prosopis · 
Psophocarpus · 
Psoralea · 
Pterocarpus · 
Pueraria · 
Racosperma · 
Robinia · 
Rothia · 
Securigera · 
Senegalia · 
Senna · 
Serianthes · 
Sesbania · 
Sophora · 
Spartium · 
Sphenostylis · 
Streblorrhiza · 
Strongylodon · 
Stylosanthes · 
Styphnolobium · 
Swainsona · 
Tamarindus · 
Tephrosia · 
Teramnus · 
Tetragonolobus · 
Tetrapleura · 
Trifolium (klaver) · 
Trigonella (hoornklaver) · 
Ulex · 
Uraria · 
Vachellia · 
Vicia (wikke) · 
Vigna · 
Viminaria · 
Virgilia · 
Wisteria (blauweregen) · 
Zornia · 
Zygocarpum · 
...